# Rileah Vanderbilt
Rileah Elizabeth Vanderbilt (Cripple Creek, 20 de agosto de 1979) es una actriz y productora estadounidense. Es una de las fundadoras del equipo de producción conocido como "Team Unicorn".

## Carrera
Vanderbilt debutó en la película Hatchet (2005), donde interpretó a Victor Crowley de pequeño. Retomó el papel en Hatchet 2 (2010) e interpretó el papel de la agente Dougherty en la película más reciente de la serie, Hatchet 3 (2013). Entre actuaciones en las películas de la serie Hatchet, apareció en la película Spiral, a lo que siguió una serie de papeles en cortometrajes, hasta que consiguió un papel secundario en la cinta de terror de 2010 Frozen junto a Shawn Ashmore como su interés amoroso. Más recientemente, Vanderbilt protagonizó la película The Pandora Project y tiene un papel recurrente en la serie Holliston como Dana.
Con su productora Danger Maiden Productions, Vanderbilt y Clare Grant crearon, produjeron y protagonizaron el cortometraje Saber, que ganó dos premios en los Star Wars Fan de 2009. En 2010 el dúo trabajó con Milynn Sarley y Michele Boyd bajo el nombre de Team Unicorn  para crear una serie de vídeos virales.

## Filmografía

### Cine
| Año  | Título                                                  | Rol            | Notas        |
| ---- | ------------------------------------------------------- | -------------- | ------------ |
| 2006 | Hatchet                                                 | Victor Crowley |              |
| 2007 | Spiral                                                  |                | Cameo        |
| 2007 | King in the Box                                         |                |              |
| 2008 | Boner Boyz!                                             |                |              |
| 2008 | Fairy Tale Police                                       |                |              |
| 2009 | The Tivo                                                | Susan          |              |
| 2010 | Frozen                                                  | Shannon        |              |
| 2010 | No Rest for the Wicked: A Basil & Moebius Adventure     |                |              |
| 2010 | Hatchet II                                              | Victor Crowley |              |
| 2013 | The Return of Return of the Jedi: 30 Years and Counting | Ella misma     | Comentarista |
| 2013 | Hatchet III                                             | Dougherty      |              |
| 2013 | The Pandora Project                                     | Dana           |              |
| 2014 | Digging Up the Marrow                                   | Ella misma     |              |
| 2015 | Avengers Grimm                                          | Rapunzel       |              |
| 2015 | Mega Shark vs Kolossus                                  |                |              |

### Televisión/Internet
| Año  | Título                                | Rol              | Notas |
| ---- | ------------------------------------- | ---------------- | ----- |
| 2009 | Saber                                 | Jedi             |       |
| 2009 | PG Porn                               | Bargoer          |       |
| 2010 | Ultradome                             | Indiana Jones    |       |
| 2010 | Team Unicorn: G33K & G4M3R Girls      | Rileah           |       |
| 2010 | Team Unicorn: A Very Zombie Holiday   |                  |       |
| 2011 | Sexy Nightmare Slayers                | Lexie            |       |
| 2011 | The Guild                             | Princesa Leia    |       |
| 2011 | Team Unicorn: superHarmony            | Mujer maravilla  |       |
| 2011 | Chiller 13: Horror's Creepiest Kids   | Ella misma       |       |
| 2011 | Team Unicorn: Alien Beach Crashers    |                  |       |
| 2011 | FearNet"s "Movies With More Brains"   | Ella misma       |       |
| 2012 | Saber 2: Return of the Body Wash      | Jedi             |       |
| 2012 | Top 100 Video Games Of All Time       | Ella misma       |       |
| 2012 | Fan Wars                              | Team Bruce Wayne |       |
| 2013 | Chiller 13: Most Horrifying Hook-ups  | Ella misma       |       |
| 2013 | Team Unicorn: The UniCorps Wants YOU! | Purple Unicorn   |       |
| 2013 | Team Unicorn: For the Win             | Rileah           |       |
| 2013 | Team Unicorn Adult Swim Pilot         | Purple Unicorn   |       |
| 2013 | Holliston                             | Dana             |       |